# Solenobia klimeschi
Solenobia klimeschi är en fjärilsart som beskrevs av Leo Sieder 1953. Solenobia klimeschi ingår i släktet Solenobia och familjen säckspinnare. Inga underarter finns listade i Catalogue of Life.